# اویدیو خوبان
اویدیو اشتفان خوبان (رومانیایی: Ovidiu Ștefan Hoban؛ زادهٔ ۲۷ دسامبر ۱۹۸۲) بازیکن فوتبال اهل رومانی است.
از باشگاه‌هایی که در آن بازی کرده‌است می‌توان به پترولول پلویشتاشاره کرد.
وی همچنین در تیم ملی فوتبال رومانی بازی کرده‌است.